# Blech (Solingen)
Blech war eine der Ortslagen und Hofschaften, die ab Ende des 19. Jahrhunderts in der expandierenden Stadt Ohligs aufgingen, die heute ein Stadtteil Solingens ist.

## Lage und Beschreibung
Blech lag an der Verbindungsstraße zwischen Broßhaus im Norden und der einstigen Hofschaft Ohligs im Süden, heute etwa zwischen Ellerstraße und Dürerstraße. Der Ort ist vollständig in der geschlossenen Bebauung der genannten Straßenzüge aufgegangen. Benachbarte Ortslagen sind bzw. waren (von Nord nach West): Broßhaus, Scheid, Ohligs, Potzhof, Diepenbruch und Kalstert.

## Geschichte
Das Gebiet des heutigen Ohligser Stadtzentrums war noch im 19. Jahrhundert nur locker durch einige Ortslagen und Hofschaften besiedelt, darunter auch Blech, das wohl erst in der ersten Hälfte des 19. Jahrhunderts entstanden ist. Auf dem Grundriss nach der Urkarte von 1829/1830 wird Blech bereits als Flurname genannt, nachfolgende Kartenwerke verzeichnen den Ort allerdings nicht. Der Ort wurde in den Ortsregistern der Honschaft Schnittert geführt und erscheint erst in der Karte vom Kreise Solingen aus dem Jahr 1875 als einzelne Ortslage und als Blech benannt. Er lag unmittelbar südlich von Broßhaus auf der östlichen Straßenseite.
1815/16 lebten sieben, im Jahr 1830 acht Menschen im als Etablissement bezeichneten Wohnplatz. 1832 war der Ort Teil der Honschaft Schnittert innerhalb der Bürgermeisterei Merscheid, dort lag er in der Flur III. Ohligs. Der nach der Statistik und Topographie des Regierungsbezirks Düsseldorf als Hofstadt kategorisierte Ort besaß zu dieser Zeit zwei Wohnhäuser und ein landwirtschaftliches Gebäude. Zu dieser Zeit lebten 14 Einwohner im Ort, davon zwei katholischen und zwölf evangelischen Bekenntnisses. Die Gemeinde- und Gutbezirksstatistik der Rheinprovinz führt den Ort 1871 mit drei Wohnhäusern und zehn Einwohnern auf.
Blech gehörte zur Bürgermeisterei Merscheid, die 1856 zur Stadt erhoben und im Jahre 1891 in Ohligs umbenannt wurde. Dem war 1867 die Eröffnung eines Bahnhofes auf freiem Feld bei Hüttenhaus vorausgegangen, des Bahnhofes Ohligs-Wald, der heute den Namen Solingen Hauptbahnhof trägt. Die nahegelegene größere Hofschaft Ohligs gewann an Bedeutung und entwickelte sich infolge der Nähe zu dem Bahnhof zu einem der Siedlungszentren in der Stadt Merscheid. Viele umliegende Ortslagen und Hofschaften verloren ihre solitäre Lage und gingen in der sich ausbreitenden geschlossenen gründerzeitlichen Bebauung der Stadt vollständig auf.:113 Blech ist in der Preußischen Neuaufnahme von 1893 und der Hofacker-Karte von 1898 bereits nicht mehr verzeichnet.
Mit der Städtevereinigung zu Groß-Solingen im Jahre 1929 wurde der Ort nach Solingen eingemeindet. Die Ortsbezeichnung ist heute in keinem Stadtplan mehr verzeichnet und darum auch nicht mehr gebräuchlich.